# Матильда Чаворт
Матильда Чаворт або Мод Чаворт (англ. Maud Chaworth; 2 лютого 1282 — 3 грудня 1322) — англійська аристократка, дочка Патрика Чаворта, дружина Генрі Плантагенета, 3-го графа Ланкастера.

## Життєпис
Матильда Чаворт належала до почесного англійського роду нормандського походження, представники якого володіли багатьма землями в низці графств Англії та Уельсу. Єдина дитина Патріка Чаворта, феодального барона Кідвеллі, та його дружини Ізабелли де Бошан. Патрік помер не пізніше 1283 року, і його вдова вийшла заміж вдруге — за Г'ю ле Диспенсера, 1-го графа Вінчестер. У цьому шлюбі народився Г'ю ле Диспенсер Молодший, фаворит короля Едуарда II та єдиноутробний брат Матильди.
Після смерті батька Матильда стала багатою спадкоємицею. Вона опинилася під опікою королеви Елеонори Кастильської, яка померла 1290 року. Ще через два роки король Едуард I організував заручини Матильди зі своїм племінником — Генрі Ланкастерським. Шлюб укладено до 2 березня 1297 року. У ньому народилося семеро дітей.

## Родина
Чоловік — Генрі Плантагенет, 3-й граф Ланкастер
Діти:
- Генрі Гросмонт, 1-й герцог Ланкастер (близько 1300—1360/61);
- Бланка (бл. 1305—1380), чоловік — Томас Вейк, 2-й барон Уейк з Лідделла[5];
- Матильда (Мод) (бл. 1310—1377); чоловік — Вільям де Бург, 3-й граф Ольстер[5];
- Джоан (бл. 1312—1345); чоловік — Джон де Моубрей, 3-й барон Моубрей[6];
- Ізабелла, абатиса в Емерсбері, (бл. 1317-після 1347)[7];
- Елеонора (бл. 1318—1371/72) чоловіки — перший — Джон де Бомонт, 2-й барон Бомонт; другий — (від 5 лютого 1344/45) Річард Фіцалан, 10-й граф Арундел[7];
- Марія (бл. 1320—1362), чоловік — Генрі Персі, 3-й барон Персі[8].

Померла 1322 року, перш ніж її чоловік став графом Ланкастерським і Лестерським.